# Darry Cowl

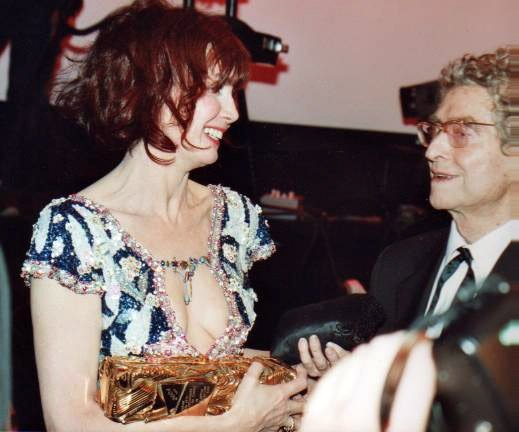
Sabine Azéma y Darry Cowl en la ceremonia de los Premios César

Darry Cowl (27 de agosto de 1925 – 14 de febrero de 2006) fue un músico y actor teatral, cinematográfico y televisivo de nacionalidad francesa.

## Biografía
Su verdadero nombre era André Pierre Darricau, y nació en Vittel, Francia. Su padre era médico, y su madre fue una de las amantes de este. No supo todo ello hasta los 16 años de edad, tras fallecer su padre, aunque nunca conoció la identidad de su madre biológica. Por conveniencia social, Mme Louise  Darricau simuló estar embarazada durante seis meses.
A partir de 1930, Cowl vivió en Bordighera, Italia, donde pasó su infancia. Hizo escultismo en París, y empezó a entretener a sus camaradas actuando en las fiestas del grupo, junto a su hermano Albert. Alumno excelente, cursó estudios en el Liceo Voltaire, en Paris. Tras sufrir una grave herida en las semifinales del campeonato de Francia de pelota vasca, él comenzó estudios musicales (piano y música clásica). Llegó a inscribirse en el Conservatorio de París con la idea de hacerse concertista, pero no superó los exámenes. Habiendo ganado un premio de armonía y composición, él se inclinó por dedicarse al cabaret, tocando como pianista acompañante, e interpretando y desarrollando un personaje con dislalia portador de unas elaboradas gafas diseñadas por él mismo.
Sacha Guitry lo contrató para actuar en Assassins et Voleurs (1957), dedicándose a partir de entonces al cine, medio en el cual su papel en Le Triporteur le hizo rádipamente famoso (pronunció las palabras "Petit canaillou" una única vez, pero quedaron asociadas con él). Cowl actuó en numerosas comedias, a menudo para satisfacer una necesidad de dinero provocada por su pasión por el juego, según admitía él mismo.
Obtuvo su primer éxito teatral con Docteur Glass, en el Teatro de la Porte Saint-Martin, y dio un giro a su carrera con películas más ambiciosas como Augustin, roi du kung-fu,  de Anne Fontaine. Su último papel en el cine fue el de un niño adoptado en L'homme qui rêvait d'un enfant, de Delphine Gleize.
Cowl obtuvo un Premio Molière al mejor actor de reparto en 1995, y un Premio César honorífico en 2001. En 2004 también ganó el César al mejor actor secundario por su trabajo en Pas sur la bouche, de Alain Resnais.
Cowl estuvo casado en dos ocasiones, y publicó varios libros de recuerdos. En septiembre de 2005 tenía prevista su vuelta al teatro, actuando junto a Jacques Balutin en Hold Up, una pieza de Jean Barbier puesta en escena por Jean-Luc Moreau, pero su salud, debilitada por un cáncer, se lo impidió.
Darry Cowl falleció 2006 en su domicilio en Neuilly-sur-Seine a causa de un cáncer de pulmón. Sus restos fueron incinerados, y las cenizas depositadas en el Cementerio del Père-Lachaise antes de ser transportadas al Cementerio de Neuilly-sur-Seine.
La asociación Vive Darry — presidida por su esposa Rolande Kalis, y en la cual es secretario general François Rollin — concede cada año el premio Darry Cowl a un talento pluridisciplinar al que se considera reflejo del difunto comediante.

## Filmografía

### Actor

#### Cine
Años 1950
- 1955 : Bonjour sourire, de Claude Sautet
- 1955 : Courte Tête, de Norbert Carbonnaux
- 1955 : Les Duraton, de André Berthomieu
- 1955 : Quatre jours à Paris, de André Berthomieu
- 1955 : Paris canaille, de Pierre Gaspard-Huit
- 1956 : Fric-frac en dentelles, de Guillaume Radot
- 1956 : En effeuillant la marguerite, de Marc Allégret
- 1956 : Cette sacrée gamine, de Michel Boisrond
- 1956 : Ces sacrées vacances, de Robert Vernay
- 1956 : Paris, Palace Hôtel, de Henri Verneuil
- 1956 : La Joyeuse Prison, de André Berthomieu
- 1957 : À pied, à cheval et en voiture, de Maurice Delbez
- 1957 : Les trois font la paire, de Sacha Guitry
- 1957 : Assassins et Voleurs, de Sacha Guitry
- 1957 : L'Ami de la famille, de Jack Pinoteau
- 1957 : Les Lavandières du Portugal, de Pierre Gaspard-Huit
- 1957 : Le Triporteur, de Jack Pinoteau
- 1957 : Cinq millions comptant, de André Berthomieu
- 1957 : À la Jamaïque, de André Berthomieu
- 1957 : Ce joli monde, de Carlo Rim
- 1957 : Totò, Vittorio e la dottoressa, de Camillo Mastrocinque
- 1957 : L'amour descend du ciel, de Maurice Cam
- 1957 : Le Temps des œufs durs, de Norbert Carbonnaux
- 1957 : Le Naïf aux quarante enfants, de Philippe Agostini
- 1958 : Sois belle et tais-toi, de Marc Allégret
- 1958 : L'École des cocottes, de Jacqueline Audry
- 1958 : Chéri, fais-moi peur, de Jack Pinoteau
- 1958 : À pied, à cheval et en spoutnik, de Jean Dréville
- 1958 : Archimède le clochard, de Gilles Grangier
- 1958 : Fumée blonde, de Robert Vernay
- 1958 : Le train de 8h47, de Jack Pinoteau
- 1959 : L'Increvable, de Jean Boyer
- 1959 : Vous n'avez rien à déclarer ?, de Clément Duhour
- 1959 : Robinson et le triporteur, de Jack Pinoteau
- 1959 : Le Petit Prof, de Carlo Rim
- 1959 : Les Affreux, de Marc Allégret

Años 1960
- 1960 : Les Moutons de Panurge, de Jean Girault
- 1960 : Les Pique-assiette, de Jean Girault
- 1960 : La Française et l'Amour, de Michel Boisrond y Henri Decoin
- 1960 : Bouche cousue, de Jean Boyer
- 1961 : Un Martien à Paris, de Jean-Daniel Daninos
- 1961 : Les lions sont lâchés, de Henri Verneuil
- 1961 : Les Amours de Paris, de Jacques Poitrenaud
- 1961 : Les Fortiches, de Georges Combret
- 1961 : Les Livreurs, de Jean Girault
- 1962 : Tartarin de Tarascon, de Francis Blanche y Raoul André
- 1962 : Les Bricoleurs, de Jean Girault
- 1962 : Les Veinards, sketch Une nuit avec la vedette, de Philippe de Broca
- 1962 : Les Parisiennes, sketch Ella, de Jacques Poitrenaud
- 1962 : Les Petits Matins , de Jacqueline Audry
- 1962 : Les Saintes Nitouches, de Pierre Montazel
- 1963 : L'Abominable Homme des douanes, de Marc Allégret
- 1963 : Le Bon Roi Dagobert, de Pierre Chevalier
- 1963 : Strip-tease, de Jacques Poitrenaud
- 1964 : I Magnifici Brutos del West, de Marino Girolami
- 1964 : Déclic et des claques, de Philippe Clair
- 1964 : Les Gorilles, de Jean Girault
- 1964 : Les Combinards, de Jean-Claude Roy
- 1964 : La Bonne Occase, de Michel Drach
- 1964 : Des pissenlits par la racine, de Georges Lautner
- 1964 : Jaloux comme un tigre, de Darry Cowl (también guion y banda sonora)
- 1964 : Les Gros Bras, de Francis Rigaud
- 1965 : Les Tribulations d'un Chinois en Chine, de Philippe de Broca
- 1965 : La Tête du client, de Jacques Poitrenaud
- 1965 : Les Baratineurs, de Francis Rigaud
- 1965 : Les Bons Vivants, sketch Le Procès, de Gilles Grangier
- 1965 : La Bourse et la Vie, de Jean-Pierre Mocky
- 1966 : Les malabars sont au parfum, de Guy Lefranc
- 1966 : Le Lit à deux places, sketch La répétition, de Jean Delannoy (también diálogos)
- 1967 : Le Grand Bidule, de Raoul André
- 1967 : Ces messieurs de la famille, de Raoul André
- 1968 : Salut Berthe !, de Guy Lefranc
- 1969 : Ces messieurs de la gâchette, de Raoul André
- 1969 : Le Bourgeois gentil mec, de Raoul André
- 1969 : Poussez pas grand-père dans les cactus, de Jean-Claude Dague
- 1969 : Bacchanales, de José Bénazéraf

Años 1970
- 1972 : Elle cause plus... elle flingue, de Michel Audiard
- 1973 : La Gueule de l'emploi, de Jacques Rouland
- 1973 : La Dernière Bourrée à Paris (sin confirmar)
- 1973 : Ah ! Si mon moine voulait..., de Claude Pierson
- 1974 : C'est jeune et ça sait tout, de Claude Mulot
- 1974 : Y'a un os dans la moulinette, de Raoul André
- 1974 : Trop c'est trop, de Didier Kaminka
- 1974 : No toccare la donna Bianca, de Marco Ferreri
- 1976 : Le Jour de gloire, de Jacques Besnard
- 1977 : Un oursin dans la poche, de Pascal Thomas
- 1977 : Arrête ton char... bidasse !, de Michel Gérard
- 1978 : Général... nous voilà !, de Jacques Besnard (también banda sonora)

Años 1980
- 1980 : les Surdoués de la première compagnie, de Michel Gérard
- 1980 : Voulez-vous un bébé Nobel ?, de Robert Pouret
- 1980 : Les Borsalini, de Michel Nerval
- 1982 : Le bahut va craquer, de Michel Nerval
- 1982 : Pour cent briques, t'as plus rien..., de Édouard Molinaro
- 1982 : Deux heures moins le quart avant Jésus-Christ, de Jean Yanne
- 1982 : Qu'est-ce qui fait craquer les filles..., de Michel Vocoret
- 1982 : On s'en fout, nous on s'aime, de Michel Gérard
- 1982 : T'es folle ou quoi ?, de Michel Gérard
- 1983 : Ça va pas être triste, de Pierre Sisser
- 1983 : On l'appelle catastrophe, de Richard Balducci
- 1983 : Mon curé chez les Thaïlandaises, de Robert Thomas
- 1984 : Liberté, Égalité, Choucroute, de Jean Yanne
- 1985 : Le téléphone sonne toujours deux fois, de Jean-Pierre Vergne
- 1986 : Suivez mon regard, de Jean Curtelin
- 1987 : Les Saisons du plaisir, de Jean-Pierre Mocky
- 1988 : Une nuit à l'Assemblée nationale, de Jean-Pierre Mocky

Años 1990
- 1991 : Ville à vendre, de Jean-Pierre Mocky
- 1995 : Les Misérables, de Claude Lelouch
- 1995 : Ma femme me quitte, de Didier Kaminka
- 1997 : Droit dans le mur, de Pierre Richard
- 1998 : Augustin, roi du kung-fu, de Anne Fontaine

Años 2000
- 2002 : Le Nouveau Jean-Claude, de Didier Tronchet
- 2002 : Ah ! si j'étais riche, de Michel Munz y Gérard Bitton
- 2003 : Pas sur la bouche, de Alain Resnais
- 2003 : Le Cou de la girafe, de Safy Nebbou
- 2003 : Les Marins perdus, de Claire Devers
- 2004 : Los Dalton contra Lucky Luke, de Philippe Haïm
- 2005 : La vie privée, de Mehdi Ben Attia y Zina Modiano
- 2006 : L'homme qui rêvait d'un enfant, de Delphine Gleize

#### Cortometrajes
- 2000 : Scénarios sur la drogue - "la Purée", de Sébastien Dhrey y Simon Lelouch
- 2005 : Jessie, de Henri Garcin

#### Televisión
- 1967 : Au théâtre ce soir : Docteur Glass ou le médecin imaginaire, de Hans Weigel, escenografía de Christian Alers, dirección de Pierre Sabbagh, Théâtre Marigny
- 1971 : Au théâtre ce soir : Cash-Cash, de Alistair Foot y Anthony Marriott, escenografía de Michel Vocoret, dirección de Pierre Sabbagh, Théâtre Marigny
- 1972 : Animal Parade
- 1980 : Chouette, chat, chien... show, de Pierre Samyn
- 1983 : Liebe läßt alle Blumen blühen, de Marco Serafini
- 1983 : Cinéma 16
- 1988 : Palace, de Jean-Michel Ribes
- 1989 : Deux hommes dans une valise
- 1990 : Le Triplé gagnant
- 1991 : Le Gorille
- 1997 : Marceeel, de Agnès Delarive
- 2000 : La Surprise, de Jean-Philippe Viaud
- 2001 : Jalousie, de Marco Pauly
- 2001 : les P'tits Gars Ladouceur, de Luc Béraud
- 2002 : Double Flair, de Denis Malleval
- 2003 : Rien ne va plus, de Michel Sibra
- 2004 : Bien agités !, de Patrick Chesnais

### Director

#### Cine
- 1964 : Jaloux comme un tigre

## Teatro

### Actor
- 1953 : Hamlet de Tarascon, de Jean Canolle, escenografía de Christian-Gérard, Théâtre La Bruyère
- 1953 : Ne tirez pas... sur le pianiste, de Darry Cowl y Christian Duvaleix, Théâtre des Célestins
- 1954 : Si jamais je te pince !..., de Eugène Labiche, escenografía de Georges Vitaly, Théâtre La Bruyère
- 1955 : TTX, de Jacques Laurent y Pierre de Meuse, escenografía de Alice Cocéa, Théâtre Verlaine
- 1956 : Le mari ne compte pas, de Roger Ferdinand, escenografía de Jacques Morel, Théâtre Édouard VII
- 1961 : Jean de la Lune, de Marcel Achard, escenografía de Pierre Dux, Théâtre des Célestins
- 1965 : Docteur Glass ou le médecin imaginaire, de Hans Weigel, escenografía de Christian Alers, Teatro de la Porte Saint-Martin
- 1967 : Docteur Glass ou le médecin imaginaire, de Hans Weigel, escenografía de Christian Alers, Théâtre des Célestins
- 1968 : Pic et Pioche, de Raymond Vincy, Jacques Mareuil y Darry Cowl, escenografía de Robert Thomas, Théâtre des Nouveautés
- 1969 : Cash-Cash, de Alistair Foot y Anthony Marriott, escenografía de Michel Vocoret, Théâtre Fontaine
- 1970 : Cash-Cash, de Alistair Foot y Anthony Marriott, escenografía de Michel Vocoret, Théâtre des Célestins
- 1971 : Du côté de chez l’autre, de Alan Ayckbourn, escenografía de Jean-Laurent Cochet, Théâtre de la Madeleine y Théâtre des Célestins
- 1972 : No te pases de la raya, cariño, de Marc Camoletti, escenografía del autor, Théâtre Michel
- 1973 : No te pases de la raya, cariño, de Marc Camoletti, escenografía del autor, Théâtre Michel y gira
- 1975 : Bichon, de Jean de Létraz, escenografía de Michel Vocoret, Théâtre des Célestins y gira
- 1978 : Celimare le bien aimé, de Eugène Labiche, escenografía de Andréas Voutsinas, Théâtre de l'Ouest parisien
- 1979 : Les Vignes du seigneur, de Robert de Flers y Francis de Croisset, escenografía de Francis Joffo, Théâtre des Célestins
- 1982 : Azaïs, de Georges Berr y Louis Verneuil, escenografía de René Clermont, Théâtre Comédia
- 1984 : Deux hommes dans une valise, de Peter Yeldham y Donald Churchill, escenografía de Jean-Luc Moreau, Teatro de la Porte Saint-Martin
- 1986 : Les Dégourdis de la 11e, de André Mouëzy-Éon, escenografía de Jacques Rosny, Théâtre des Variétés
- 1987 : Y a-t-il un otage dans l'immeuble ?, de Alain Reynaud-Fourton, escenografía de Maurice Risch, Théâtre Daunou
- 1989 : Deux Hommes dans une valise, de Donald Churchill y Peter Yeldham, escenografía de Jean-Luc Moreau
- 1989 : Un fil à la patte, de Georges Feydeau, escenografía de Pierre Mondy, Théâtre du Palais-Royal
- 1992 : Nina, de André Roussin, escenografía de Bernard Murat, Théâtre de la Gaîté-Montparnasse
- 1993 : Zoo ou l'Assassin philanthrope, de Vercors, escenografía de Jean-Luc Tardieu, Espace 44 Nantes
- 1994 : On purge bébé y Feu la mère de Madame, de Georges Feydeau, escenografía de Bernard Murat, Théâtre Édouard VII
- 1996 : La Panne, de Friedrich Dürrenmatt, escenografía de Pierre Franck, Théâtre de l'Atelier
- 1997 : La Panne, de Friedrich Dürrenmatt, escenografía de Pierre Franck, Théâtre des Célestins
- 1999 : La Surprise, de Pierre Sauvil, escenografía de Annick Blancheteau, Théâtre Saint-Georges
- 2002 : Putain de soirée, de Daniel Colas, escenografía del autor, Théâtre du Gymnase Marie-Bell

### Director
- 1972 : La Maison de Zaza, de Gaby Bruyère, Théâtre des Variétés

## Composiciones musicales
- 1970 : Mon léopard et moi, canción interpretada por Brigitte Bardot

### Bandas sonoras
- 1964 : Jaloux comme un tigre, de Darry Cowl
- 1967 : Le grand bidule, de Raoul André
- 1967 : Ces messieurs de la famille, de Raoul André
- 1969 : Ces messieurs de la gâchette, de Raoul André
- 1969 : le Bourgeois gentil mec, de Raoul André
- 1973 : Le Concierge, de Jean Girault
- 1976 : Le Jour de gloire, de Jacques Besnard
- 1976 : Les Mal Partis, de Sébastien Japrisot
- 1977 : Arrête ton char... bidasse !, de Michel Gérard
- 1978 : Général... nous voilà !, de Jacques Besnard

## Premios

### Cine
- 2001 : Premio César honorífico
- 2004 : Premio César al mejor actor de reparto por su papel en Pas sur la bouche

### Teatro
- 1995 : Premio Molière al mejor actor de reparto por On purge bébé y Feu la mère de Madame